# Phytomyza aldrichi
Phytomyza aldrichi este o specie de muște din genul Phytomyza, familia Agromyzidae, descrisă de Spencer în anul 1986.
Este endemică în Idaho. Conform Catalogue of Life specia Phytomyza aldrichi nu are subspecii cunoscute.